# Akt Przywrócenia Państwa Litewskiego
Akt Przywrócenia Państwa Litewskiego, także: Akt 11 marca (lit. Aktas dėl Lietuvos nepriklausomos valstybės atstatymo) – deklaracja niepodległości uchwalona 11 marca 1990 roku przez parlament Litewskiej Socjalistycznej Republiki Radzieckiej. Podpisany przez wszystkich członków Rady Najwyższej Republiki Litewskiej akt podkreślał odnowienie i prawną kontynuację państwa litewskiego z okresu międzywojennego, które zostało anektowane przez Związek Socjalistycznych Republik Radzieckich i utraciło niepodległość w czerwcu 1940 roku. Litwa jako pierwsza z republik radzieckich proklamowała niezależność od chylącego się ku upadkowi Związku Radzieckiego.

## Tło historyczne
Po rozbiorach ziem Rzeczypospolitej Obojga Narodów w XVIII wieku Litwa stała się częścią Imperium Rosyjskiego. Po rewolucji październikowej w 1917 roku Taryba (Litewska Rada Państwowa), na czele której stał Jonas Basanavičius, 16 lutego 1918 roku proklamowała Akt niepodległości Litwy. Litwa cieszyła się niezależnością przez dwadzieścia lat. 23 sierpnia 1939 roku Związek Radziecki oraz III Rzesza podpisały pakt Ribbentrop-Mołotow, którego skutkiem był podział Europy Wschodniej na dwie strefy wpływów. Kraje bałtyckie (Litwa, Łotwa i Estonia) znalazły się w strefie zainteresowań Związku Radzieckiego i ostatecznie – w czerwcu 1940 roku – zostały zajęte, a następnie po sfałszowanych wyborach inkorporowane do ZSRR (inkorporację Litwy poprzedziła stanowiąca podstawę do niej uchwała litewskiego parlamentu z 21 lipca 1940 roku). Przekształcono je w radzieckie republiki socjalistyczne. Władze ZSRR podjęły na zajętych terenach politykę sowietyzacji, na którą składały się: nacjonalizacja własności prywatnej, kolektywizacja rolnictwa, prześladowanie Kościoła katolickiego oraz wprowadzenie totalitarnej kontroli nad społeczeństwem. Formacje uzbrojonych antyradzieckich partyzantów zlikwidowano w 1953 roku. W przybliżeniu 130 tysięcy Litwinów okrzyknięto „wrogami ludu” i wywieziono na Syberię. Po śmierci Józefa Stalina w 1953 roku, Związek Radziecki przyjął politykę destalinizacji i zakończył masowe prześladowania ludności. Opór bez użycia przemocy nadal utrzymywał się na Litwie oraz w litewskich środowiskach emigracyjnych. Organizacje dysydenckie funkcjonowały w konspiracji. Ich działalność była nielegalna. Skupiały się one bardziej na sprawach społecznych, prawach człowieka i zagadnieniach kulturowych niż na przedstawianiu żądań politycznych.

## Organizacje niepodległościowe
Gdy przywódca ZSRR Michaił Gorbaczow starał się ożywić radziecką gospodarkę, wprowadził reformy: pieriestrojkę („przebudowę”) i głasnost („jawność”). Reformy Gorbaczowa przyspieszyły zmiany w rządzie Związku Radzieckiego i pozwoliły społeczeństwu uczestniczyć w dyskusjach o państwie. Dla dysydentów była to szansa, by „wydobyć” swoje organizacje z podziemia i „włączyć” je do życia publicznego. 23 sierpnia 1987 roku, w 48. rocznicę podpisania paktu Ribbentrop-Mołotow, Litewska Liga Wolności zorganizowała pierwszy publiczny protest, którego członkowie nie zostali aresztowani. 
3 czerwca 1988 roku w siedzibie Litewskiej Akademii Nauk utworzono Litewski Ruch na rzecz Przebudowy (lit. Lietuvos Persitvarkymo Sąjūdis), deklarujący się jako ugrupowanie popierające pieriestrojkę Gorbaczowa. Skupiając litewską inteligencję, Ruch od początku wysuwał postulaty odrodzenia narodowego, a następnie suwerenności Litwy. Litewski Ruch na rzecz Przebudowy zdobył dużą popularność. Tłumy uczestniczyły w wiecach tej organizacji w parku Vingis. Organizacja, obawiając się rozzłoszczenia Moskwy oraz perspektywy swego nagłego upadku, zwiększała zakres swoich żądań stopniowo: począwszy od ograniczonych dyskusji na temat reform Gorbaczowa, przez uzyskanie głosu w sprawach gospodarczych do autonomii wewnątrz Związku Radzieckiego. Do czasu zorganizowanej 23 sierpnia 1989 roku, w 50. rocznicę podpisania paktu Ribbentrop-Mołotow, demonstracji politycznej, zwanej bałtyckim łańcuchem zdobycie całkowitej niepodległości stało się oficjalnym celem Ruchu.

## Uchwalenie aktu

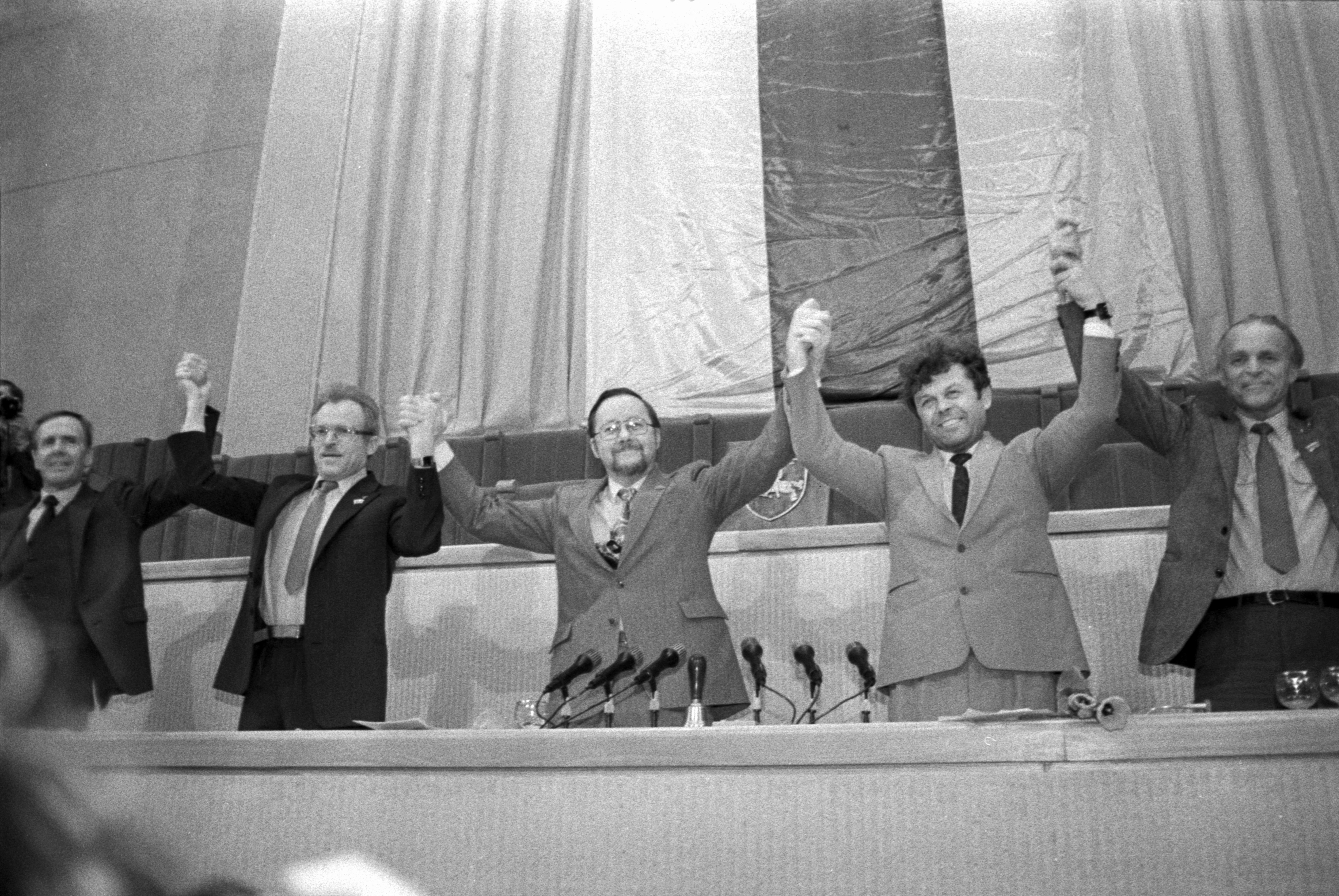
Czołowi politycy litewskiej Rady Najwyższej po uchwaleniu Aktu Przywrócenia Państwa Litewskiego 11 marca 1990 roku. Od lewej do prawej: Kazimieras Motieka, Bronius Kuzmickas, Vytautas Landsbergis, Česlovas Stankevičius i Aloyzas Sakalas

25 stycznia 1989 roku pozornie zdominowana przez komunistów Rada Najwyższa Litewskiej Socjalistycznej Republiki Radzieckiej uznała język litewski za język państwowy i przywróciła święto narodowe 16 lutego, ustanowione dla uczczenia Aktu niepodległości Litwy w 1918 roku, zaś 18 maja 1989 roku uchwaliła deklarację o suwerenności państwowej Litwy jako drugi tego rodzaju akt prawny, przyjęty w republice ZSRR – pierwszym była deklaracja o suwerenności państwowej Estonii z 16 listopada 1988 roku. W litewskiej deklaracji znalazło się sformułowanie głoszące, że „suwerenne państwo litewskie zostało przemocą i bezprawnie przyłączone do Związku Radzieckiego, tracąc tym samym samodzielność polityczną, ekonomiczną i kulturalną”.
Po wyborach z 24 lutego 1990 roku (druga tura w dniach 4,7,8 i 10 marca 1990 roku) Radę Najwyższą całkowicie zdominowali posłowie Litewskiego Ruchu na rzecz Przebudowy. Ustępująca dotychczasowa Rada Najwyższa zostawiła nowej Radzie przyjęte przed swoim rozwiązaniem oświadczenie o bezprawności uchwały z 21 lipca 1940 roku, w wyniku której Litwę włączono w skład ZSRR. W konsekwencji oświadczenia nowa Rada Najwyższa 11 marca 1990 roku uchwaliła stanowiący faktyczne ogłoszenie niepodległości Akt Przywrócenia Państwa Litewskiego (nastąpiło to o godzinie 22:44 głosami 124 członków rady przy 6 głosach wstrzymujących się) i jednocześnie zmieniła nazwę kraju na Republika Litewska oraz przywróciła historyczne symbole państwowe: herb z Pogonią i flagę żółto-zielono-czerwoną. Unieważniła ponadto konstytucję Litewskiej SRR z 1978 roku i moc prawną konstytucji ZSRR z 1977 roku oraz przywróciła konstytucję niepodległej Litwy z 12 maja 1938 roku z wyjątkiem niektórych artykułów dotyczących działania naczelnych organów państwa.

### Treść aktu
RADA NAJWYŻSZA REPUBLIKI LITEWSKIEJ
AKT
Przywrócenia Państwa Litewskiego

Rada Najwyższa Republiki Litewskiej, reprezentując wolę narodu, orzeka i uroczyście oznajmia, że sprawowanie suwerennej władzy przez Państwo Litewskie, przerwane przez zagraniczne siły w 1940 roku, zostaje przywrócone i od tej pory Litwa staje się ponownie niepodległym państwem.
Akt niepodległości z 16 lutego 1918 roku przyjęty przez Litewską Radę Państwową oraz dekret Zgromadzenia Konstytucyjnego z 15 maja 1920 roku, dotyczący utworzenia demokratycznego Państwa
Litewskiego, nigdy nie utraciły mocy prawnej i stanowią konstytucyjną podstawę Państwa Litewskiego.
Terytorium Litwy stanowi niepodzielną całość i konstytucja żadnego innego państwa nie ma na to wpływu.
Państwo Litewskie kładzie nacisk na przestrzeganie powszechnie uznanych zasad prawa międzynarodowego, Uznaje zasadę nienaruszalności granic, sformułowaną w Akcie Końcowym Konferencji na temat Bezpieczeństwa i Współpracy w Europie w Helsinkach w 1975 roku i zapewnia przestrzeganie praw człowieka, praw obywatela oraz praw wspólnot etnicznych.
Rada Najwyższa Republiki Litewskiej, reprezentująca suwerenną władzę, na mocy niniejszego Aktu wprowadza w czyn suwerenność państwa.

## Następstwa

### Reakcja władz radzieckich
Michaił Gorbaczow uznał Akt Przywrócenia Państwa Litewskiego za niezgodny z prawem i domagał się jego unieważnienia. Niedługo później władze radzieckie wysłały czołgi i zbrojne patrole na ulice litewskich miast, a następnie przejęły prasę, opanowały kilka budynków rządowych oraz wcieliły do wojska tysiące litewskich poborowych. 13 kwietnia 1990 roku, w Wielki Piątek, Gorbaczow i premier ZSRR Nikołaj Ryżkow wystosowali do litewskich władz ultimatum w sprawie cofnięcia dokumentu oraz przywrócenia działania na terytorium Litwy konstytucji Związku Radzieckiego. Rada Najwyższa Republiki Litewskiej na odpowiedź miała czas do niedzieli, a jako że jej nie udzieliła, 17 kwietnia rząd ZSRR podjął decyzję w sprawie nałożenia na Litwę blokady ekonomicznej, która weszła w życie następnego dnia. Władze centralne wstrzymały dostawy ropy i gazu do kraju, a później wprowadziły też ograniczenia na dostawy innych surowców oraz artykułów spożywczych. Skutki tych działań mocno odczuł litewski sektor przemysłowy, ponieważ faktycznie nie mógł dalej funkcjonować. Ponadto rząd Związku Radzieckiego inspirował demonstracje rosyjskiej mniejszości przeciwko władzom litewskim i wysłał oddziały specjalne, które miały chronić etnicznych Rosjan. 
19 kwietnia 1990 roku rząd Litwy powołał specjalną komisję, która miała koordynować dostawy paliwa do przedsiębiorstw oraz instytucji państwowych. Na czele komisji stanął przyszły pierwszy prezydent niepodległej Litwy, Algirdas Brazauskas. Pod koniec kwietnia powstał specjalny fundusz, w którym zbierane były środki finansowe na walkę ze skutkami blokady. 26 kwietnia w Moskwie na znak protestu 52-letni mieszkaniec Mariampola Stanislovas Žemaitis dokonał samospalenia. 17 maja premier Litwy Kazimira Prunskienė spotkała się z Gorbaczowem i Ryżkowem, którzy kategorycznie żądali cofnięcia Aktu Przywrócenia Państwa Litewskiego. Były też naciski ze strony Francji i Niemiec, które proponowały wstrzymanie Aktu i rozpoczęcie rozmów. 23 maja litewska Rada Najwyższa przyjęła dwie uchwały. Jedna była apelem do narodów świata, w którym obecne było stwierdzenie, że blokada jest „agresją ekonomiczną”, zaś druga mówiła o wstrzymaniu pewnych decyzji związanych z Aktem 11 marca, które „są obiektem sporu”. Taki kompromis nie zadowolił władz w Moskwie, a blokada trwała dalej.

29 czerwca litewska Rada Najwyższa uchwaliła moratorium, które na okres 100 dni wstrzymało działanie Aktu Przywrócenia Państwa Litewskiego. Moratorium miało wejść w życie tuż po rozpoczęciu negocjacji z władzami centralnymi. Zgodnie z treścią dokumentu: 

Rada Najwyższa Republiki Litewskiej może wydłużyć lub odwołać moratorium. Moratorium traci moc po zerwaniu negocjacji. W przypadku, jeśli jakiekolwiek okoliczności lub wypadki nie pozwolą Radzie sprawować funkcji władzy, to natychmiast moratorium traci moc sprawczą.

W następnym półroczu radziecko-litewskie rozmowy nie przyniosły żadnych efektów i pod koniec grudnia 1990 Litwa cofnęła moratorium. Radziecki rząd zdecydował się wówczas na zbrojną interwencję na Litwie, a bezpośrednim dla niej impulsem był konflikt pomiędzy przewodniczącym parlamentu Vytautasem Landsbergisem a premier Kazimirą Prunskienė, zakończony nieskutecznym szturmem budynku parlamentu przeprowadzonym przez przeciwników Landsbergisa. 13 stycznia 1991 roku miały miejsce wyniesione później do rangi symbolu tzw. wydarzenia styczniowe, podczas których dziesiątki tysięcy demonstrantów broniło szturmowanej przez żołnierzy Armii Radzieckiej wieży telewizyjnej w Wilnie. Podczas wydarzeń styczniowych życie straciło 14 osób, a około 600 zostało rannych.

### Uznanie międzynarodowe
Pierwszym niepodległym państwem, które uznało niepodległość Litwy, była Islandia – jej parlament przyjął w tej sprawie odpowiednią uchwałę 11 lutego 1991 roku. Wcześniej, 31 maja 1990 roku litewską niepodległość uznała Mołdawia, która jednak sama nie posiadała wówczas niepodległości, należąc do ZSRR, przez co jej decyzja nie miała znaczenia na arenie międzynarodowej. Po klęsce puczu Janajewa niepodległość Litwy uznały Stany Zjednoczone (2 września 1991 roku). Prezydent Stanów Zjednoczonych George H.W. Bush ogłosił, że jeżeli ZSRR użyje siły przeciwko Litwie, Stany Zjednoczone będą zmuszone zareagować. W końcu, 6 września 1991 roku władze radzieckie zgodziły się uznać niepodległość Litwy. Wkrótce państwowość Litwy została uznana przez kolejne kraje: Węgry, Bułgarię, Włochy, Kanadę, Polskę, Maltę, San Marino, Portugalię, Rumunię, Ukrainę, Łotwę i Estonię. 17 września 1991 roku Republika Litewska została przyjęta do ONZ.
| Data                 | Kraj                          |
| -------------------- | ----------------------------- |
| 31 maja 1990         | Mołdawska SRR                 |
| 11 lutego 1991       | Islandia                      |
| 28 lutego 1991       | Dania                         |
| 16 maja 1991         | Słowenia                      |
| 27 lipca 1991        | Rosyjska FSRR                 |
| 3 sierpnia 1991      | Chorwacja                     |
| 23 sierpnia 1991     | Łotwa                         |
| 24 sierpnia 1991     | Norwegia                      |
| 24 sierpnia 1991     | Węgry                         |
| 25 sierpnia 1991     | Argentyna                     |
| 25 sierpnia 1991     | Francja                       |
| 26 sierpnia 1991     | Bułgaria                      |
| 26 sierpnia 1991     | Włochy                        |
| 26 sierpnia 1991     | Kanada                        |
| 26 sierpnia 1991     | Polska                        |
| 26 sierpnia 1991     | Malta                         |
| 26 sierpnia 1991     | Portugalia                    |
| 26 sierpnia 1991     | Rumunia                       |
| 26 sierpnia 1991     | San Marino                    |
| 26 sierpnia 1991     | Ukraina                       |
| 27 sierpnia 1991     | Albania                       |
| 27 sierpnia 1991     | Australia                     |
| 27 sierpnia 1991     | Belgia                        |
| 27 sierpnia 1991     | Wielka Brytania               |
| 27 sierpnia 1991     | Gruzja                        |
| 27 sierpnia 1991     | Hiszpania                     |
| 27 sierpnia 1991     | Luksemburg                    |
| 27 sierpnia 1991     | Szwecja                       |
| 27 sierpnia 1991     | Niemcy                        |
| 27 sierpnia 1991     | Irlandia                      |
| 27 sierpnia 1991     | Estonia                       |
| 28 sierpnia 1991     | Austria                       |
| 28 sierpnia 1991     | Chile                         |
| 28 sierpnia 1991     | Nowa Zelandia                 |
| 28 sierpnia 1991     | Południowa Afryka             |
| 28 sierpnia 1991     | Finlandia                     |
| 28 sierpnia 1991     | Szwajcaria                    |
| 28 sierpnia 1991     | Urugwaj                       |
| 29 sierpnia 1991     | Czechosłowacja                |
| 29 sierpnia 1991     | Mongolia                      |
| 30 sierpnia 1991     | Watykan                       |
| 31 sierpnia 1991     | Kirgistan                     |
| 2 września 1991      | Ekwador                       |
| 2 września 1991      | Holandia                      |
| 2 września 1991      | Stany Zjednoczone             |
| 3 września 1991      | Grecja                        |
| 3 września 1991      | Libia                         |
| 3 września 1991      | Nikaragua                     |
| 3 września 1991      | Turcja                        |
| 4 września 1991      | Brazylia                      |
| 4 września 1991      | Izrael                        |
| 4 września 1991      | Tunezja                       |
| 5 września 1991      | Korea Południowa              |
| 5 września 1991      | Meksyk                        |
| 6 września 1991      | Gwinea                        |
| 6 września 1991      | Japonia                       |
| 6 września 1991      | Kolumbia                      |
| 6 września 1991      | Singapur                      |
| 6 września 1991      | Egipt                         |
| 6 września 1991      | ZSRR                          |
| 7 września 1991      | Afganistan                    |
| 7 września 1991      | Chiny                         |
| 7 września 1991      | Korea Północna                |
| 7 września 1991      | Peru                          |
| 7 września 1991      | Senegal                       |
| 7 września 1991      | Bangladesz                    |
| 8 września 1991      | Pakistan                      |
| 9 września 1991      | Boliwia                       |
| 9 września 1991      | Indie                         |
| 9 września 1991      | Kuba                          |
| 9 września 1991      | Syria                         |
| 9 września 1991      | Tajlandia                     |
| 9 września 1991      | Wietnam                       |
| 9 września 1991      | Republika Zielonego Przylądka |
| 10 września 1991     | Azerbejdżan                   |
| 10 września 1991     | Iran                          |
| 10 września 1991     | Nepal                         |
| 11 września 1991     | Madagaskar                    |
| 12 września 1991     | Armeńska SRR                  |
| 12 września 1991     | Cypr                          |
| 13 września 1991     | Jemen                         |
| 15 września 1991     | Bahrajn                       |
| 15 września 1991     | Jordania                      |
| 15 września 1991     | Kuwejt                        |
| 15 września 1991     | Filipiny                      |
| 16 września 1991     | Arabia Saudyjska              |
| 17 września 1991     | Indonezja                     |
| 19 września 1991     | Zjednoczone Emiraty Arabskie  |
| 20 września 1991     | Laos                          |
| 24 września 1991     | Turkmenistan                  |
| 25 września 1991     | Panama                        |
| 30 września 1991     | Uzbekistan                    |
| 30 września 1991     | Namibia                       |
| 22 października 1991 | Mauretania                    |
| 22 października 1991 | Jugosławia                    |
| 2 listopada 1991     | Sri Lanka                     |
| 23 grudnia 1991      | Ghana                         |
| 23 grudnia 1991      | Kazachstan                    |
| 24 grudnia 1991      | Mozambik                      |
| 25 grudnia 1991      | Tadżykistan                   |
| 27 grudnia 1991      | Algieria                      |
| 27 grudnia 1991      | Białoruś                      |
| 30 grudnia 1991      | Liban                         |
| 2 stycznia 1992      | Irak                          |
| 6 stycznia 1992      | Burundi                       |
| 16 stycznia 1992     | Burkina Faso                  |
| 25 stycznia 1992     | Mali                          |
| 31 stycznia 1992     | Benin                         |
| 21 lutego 1992       | Kostaryka                     |
| 17 marca 1992        | Zimbabwe                      |
| 25 września 1992     | Salwador                      |
| 6 listopada 1992     | Bośnia i Hercegowina          |
| 10 listopada 1992    | Nigeria                       |
| 12 stycznia 1993     | Czad                          |

## Sygnatariusze
| - Aleksandras Abišala - Povilas Aksomaitis - Nijolė Ambrazaitytė - Aleksandras Ambrazevičius - Laima Andrikienė - Vytenis Andriukaitis - Irena Andrukaitienė - Kazimieras Antanavičius - Leonas Apšega - Mykolas Arlauskas - Rimantas Astrauskas - Zbigniew Balcewicz - Vilius Baldišis - Julius Beinortas - Vladimiras Beriozovas - Egidijus Bičkauskas - Algirdas Brazauskas - Audrius Butkevičius - Virgilijus Čepaitis - Medard Czobot - Arūnas Degutis - Juozas Dringelis - Algirdas Endriukaitis - Balys Gajauskas - Eugenijus Gentvilas - Bronius Genzelis - Miglutė Gerdaitytė - Petras Giniotas - Kęstutis Glaveckas - Eimantas Grakauskas - Kęstutis Grinius | - Vincas Ramutis Gudaitis - Romualda Hofertienė - Gintautas Iešmantas - Gediminas Ilgūnas - Albinas Januška - Egidijus Jarašiūnas - Vladimir Jarmolenko - Vidmantė Jasukaitytė - Zenonas Juknevičius - Jurgis Jurgelis - Česlovas Juršėnas - Virgilijus Kačinskas - Antanas Karoblis - Juozas Karvelis - Valdemaras Katkus - Egidijus Klumbys - Vytautas Kolesnikovas - Stasys Kropas - Česlovas Kudaba - Algirdas Kumža - Bronius Kuzmickas - Vytautas Landsbergis - Kęstutis Lapinskas - Mečys Laurinkus - Arvydas Kostas Leščinskas - Jonas Liaučius - Bronislovas Lubys - Jonas Mačys - Stasys Malkevičius - Leonas Milčius - Jokūbas Minkevičius | - Albertas Miškinis - Donatas Morkūnas - Kazimieras Motieka - Birutė Nedzinskienė - Algimantas Norvilas - Czesław Okińczyc - Romualdas Ozolas - Nijolė Oželytė-Vaitiekūnienė - Justas Vincas Paleckis - Vytautas Paliūnas - Jonas Pangonis - Algirdas Vaclovas Patackas - Rolandas Paulauskas - Saulius Pečeliūnas - Eugenijus Petrovas - Virginijus Pikturna - Vytautas Plečkaitis - Petras Poškus - Vidmantas Povilionis - Jonas Prapiestis - Kazimira Prunskienė - Vytautas Adolfas Puplauskas - Antanas Račas - Gintaras Ramonas - Liudvikas Narcizas Rasimavičius - Rasa Rastauskienė - Liudvikas Saulius Razma - Algirdas Ražauskas - Kęstutis Rimkus - Audrius Rudys - Romualdas Rudzys | - Benediktas Vilmantas Rupeika - Liudvikas Sabutis - Kazimieras Saja - Aloyzas Sakalas - Algirdas Saudargas - Algimantas Sėjūnas - Liudvikas Simutis - Česlovas Stankevičius - Rimvydas Survila - Valerijonas Šadreika - Saulius Šaltenis - Lionginas Šepetys - Gediminas Šerkšnys - Albertas Šimėnas - Jonas Šimėnas - Jonas Tamulis - Aurimas Taurantas - Vladas Terleckas - Pranciškus Tupikas - Algimantas Vincas Ulba - Kazimieras Uoka - Gediminas Vagnorius - Zigmas Vaišvila - Petras Vaitiekūnas - Rimvydas Valatka - Birutė Valionytė - Povilas Varanauskas - Eduardas Vilkas - Emanuelis Zingeris - Alfonsas Žalys - Vidmantas Žiemelis |